# Springtime (guitarra)

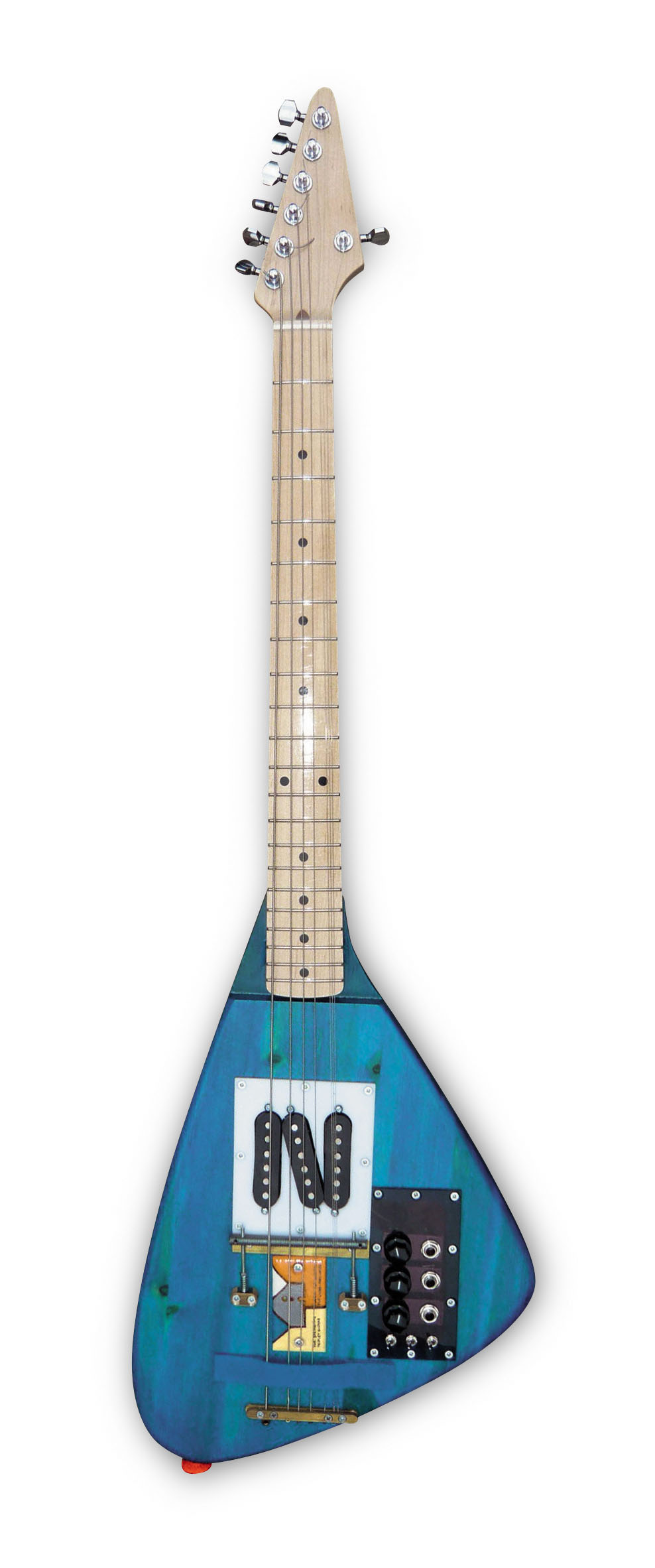
A Springtime, Yuri Landman, 2008

A Springtime é um instrumento musical de 7 cordas, cujo som é sempre amplificado eletronicamente, construído por Yuri Landman para Laura-Mary Carter do Blood Red Shoes.
A Afinação é B + E A D + B- B0 B+

## Springtime II

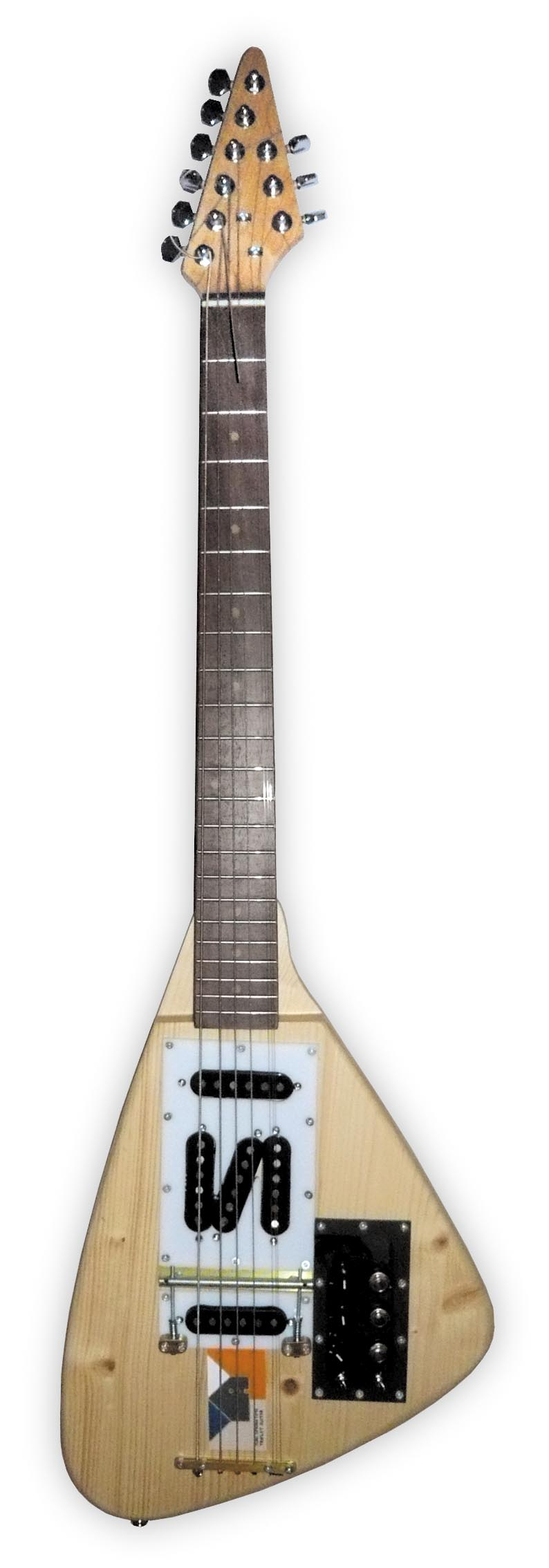
A Springtime de Mauro, 2008

A Springtime II é construído para Lou Barlow do Sebadoh e Dinosaur Jr., para Mauro Pawlowski do DEUS e para John Schmersal do Enon a Twister.

## Ver também

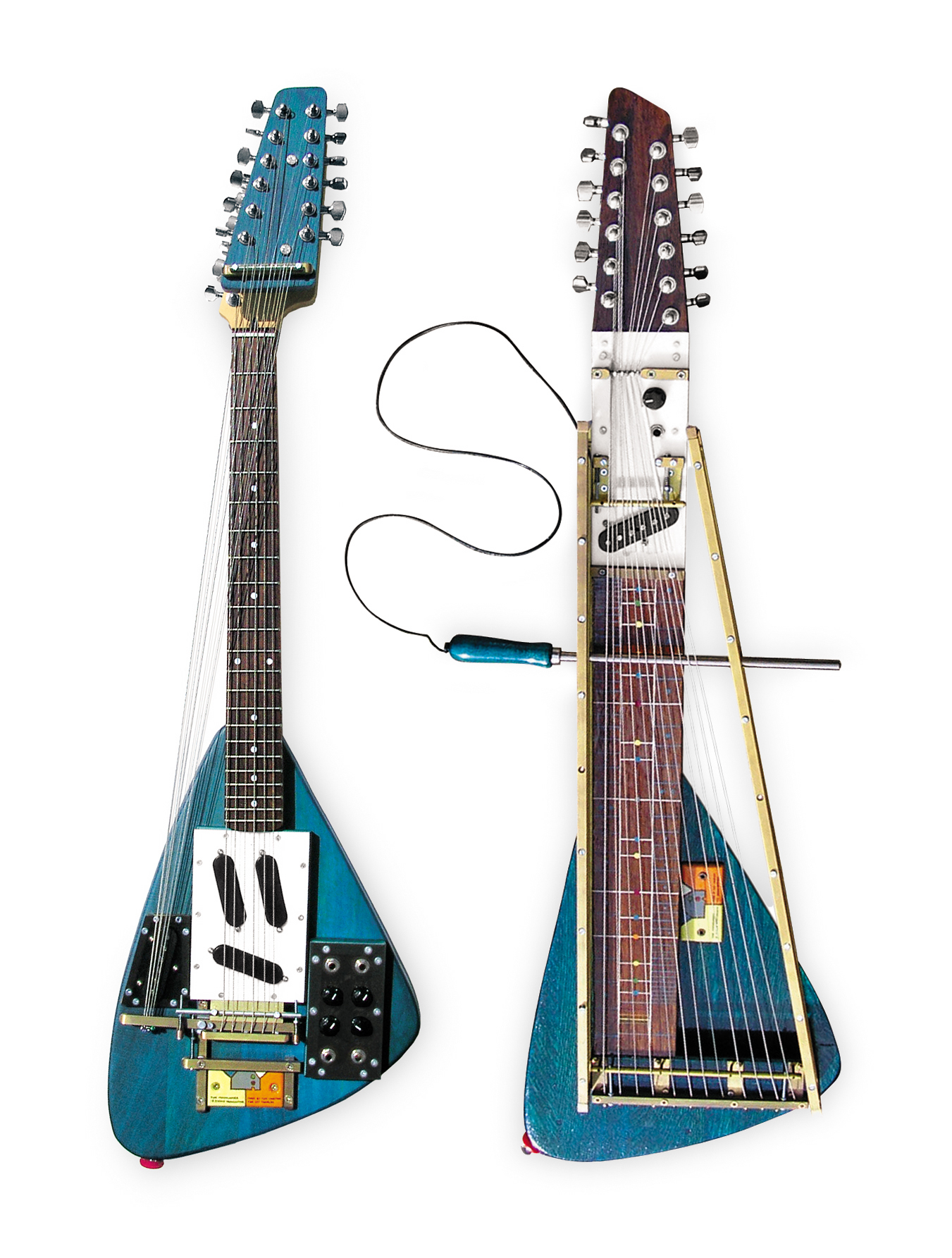
A Moonlander y a Moodswinger